# Myxidium inflatum
Myxidium inflatum is een microscopische parasiet uit de familie Myxidiidae. Myxidium inflatum werd in 1909 beschreven door Auerbach. 